# پلاتیوسور
پلاتیوسورس (به انگلیسی:plateosaurus) نوعی دایناسور گیاهخوار بود که در دورهٔ تریاس می‌زیست. این دایناسور بدنی به درازای ۵ تا ۱۰ متر و وزنی حدود یک تن داشت. پلاتیوسوروس گردن و دمی دراز داشت و به کمک دم قوی خود می‌توانست بر روی پاهای عقبی خود ایستاده و از برگ درختان تغذیه کند. پژوهشگران به دلیل یافتن فسیل‌های زیاد در یک مکان حدس می‌زنند که این دایناسورها به طور گروهی زندگی می‌کرده‌اند.

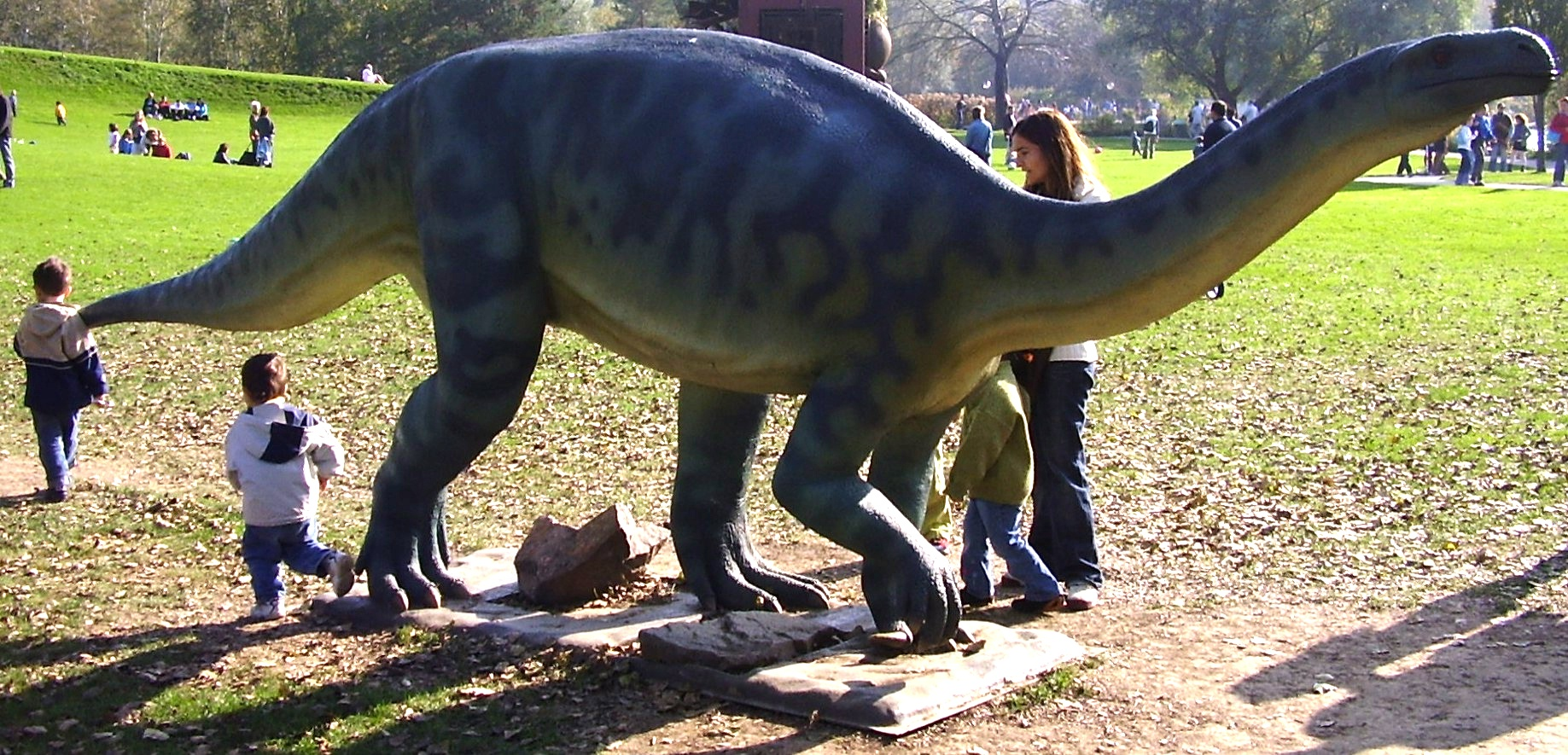